# ابراهیم سیمجور
ابراهیم سیمجور (درگذشتهٔ ۳۳۶ هجری برابر با ۹۴۸ میلادی) امیر و دانشمند عهد سامانی بود. وی فرزند ابوعمران سیمجور دواتی بود و از غلامانی به حساب می‌آمد که در دربار سامانی رشد کردند. وی چندی همچون پدرش به امارت مناطق مختلف منصوب شد.
وی در کودکی نزد ابوبکر محمد ابن خزیمه، ابوالعباس محمد سراج، محمد بن حریث و ابوقریش محمد علم حدیث آموخت.
پس از مرگ پدرش به حکومت موروثی سیمجوریان در قهستان دست یافت. او در عهد نصر بن احمد و نوح بن نصر، از امیران سامانی، می‌زیست و از سوی این دو گاه افزون بر قهستان مأمور ادارهٔ شهرهایی همچون هرات، نیشابور، گرگان، بخارا و مرو شده‌است.